# Allon (Motorradmarke)

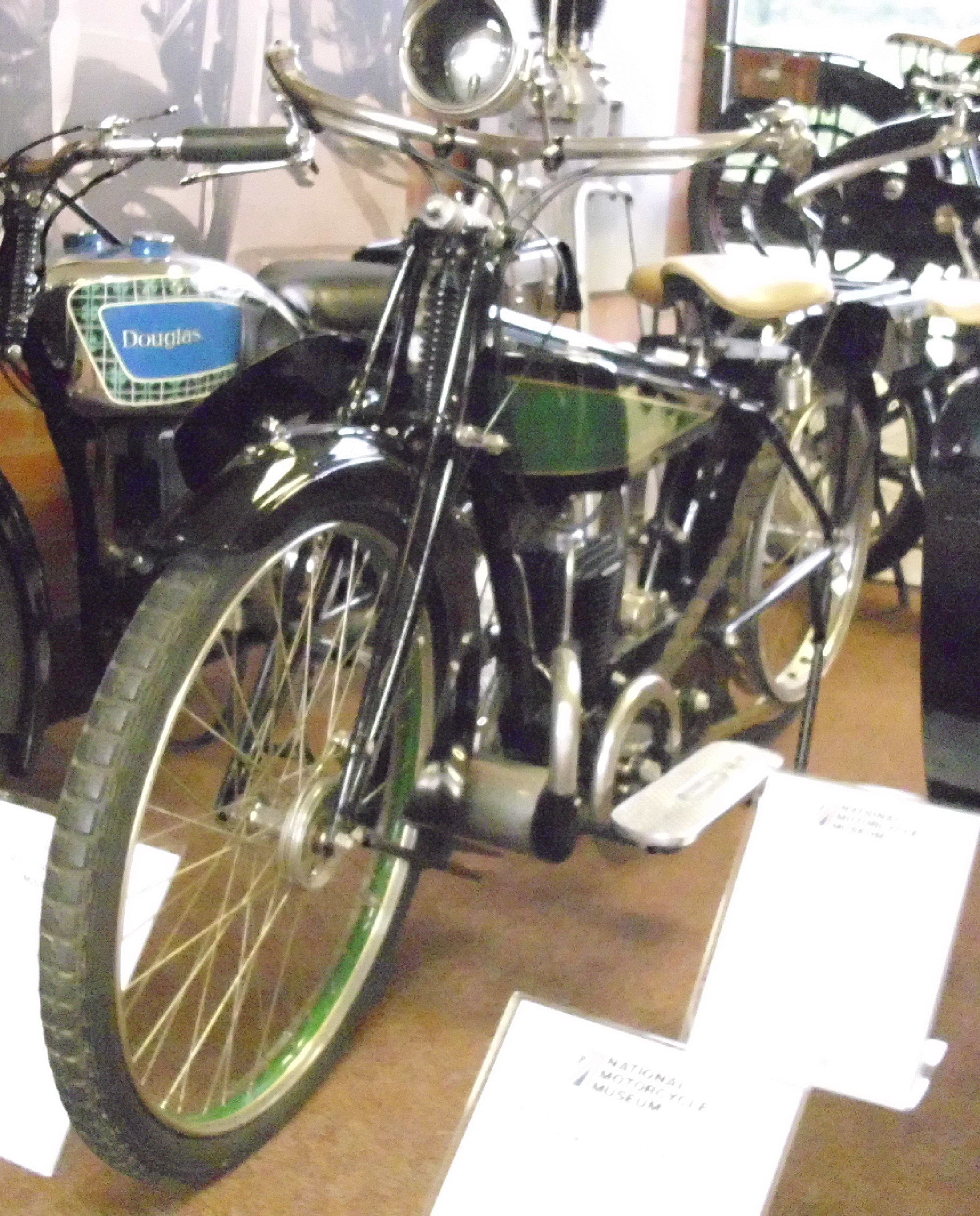
Motorrad von 1915

Allon war eine britische Marke für Motorräder.

## Markengeschichte
Alldays & Onions war ein britisches Unternehmen aus Birmingham. Der anfangs genutzte Markenname war Alldays. 1915 begann die Produktion von Motorrädern des Markennamens Allon. Es ist möglich, dass es eine Zusammensetzung der ersten drei Buchstaben All von Alldays und der ersten beiden Buchstaben On von Onions war. 
Alldays & Onions blieb auch der Hersteller, nachdem das Unternehmen 1918 seine Automobilabteilung mit Enfield Autocar zusammengelegt hatte und als Enfield-Allday fortführte. Aus dem Jahr 1922 ist bekannt, dass E. Kickham aus Bristol Fahrzeuge dieser Marke verkaufte. 1924 oder 1926 endete die Produktion der Allon.

## Fahrzeuge
Eine Quelle nennt für den gesamten Zeitraum einen Dreikanal-Zweitaktmotor mit 292 cm³ Hubraum. 1923 kam eine Ausführung mit einem Einbaumotor von J.A.P. mit SV-Ventilsteuerung und 347 cm³ Hubraum dazu.
Eine zweite Quelle nennt ein größeres Sortiment. Das Einstiegsmodell hatte einen Zweitaktmotor mit 292 cm³ Hubraum, ein Zweiganggetriebe und eine Einscheibenkupplung. Darüber rangierten zwei Modelle mit Einzylinder-Viertaktmotoren und 499 cm³ bzw. 539 cm³ Hubraum. Die Spitzenmodelle hatten V2-Viertaktmotoren mit 798 bzw. 988 cm³ Hubraum.
Eine dritte Quelle bestätigt nur das Zweitaktmodell mit 292 cm³ Hubraum.
Zeitgenössische Berichte in The Motorcycle berichteten für Juli bis Dezember 1915 über ein Modell mit 2,75 bhp, für Januar bis Juni 1916 über einen Zweizylinder-Zweitaktmotor und für Juli bis Dezember 1916 über ein Zweitaktmodell für Frauen.